# Nennhausen
Nennhausen – miejscowość i gmina w Niemczech w kraju związkowym Brandenburgia, w powiecie Havelland, siedziba urzędu Nennhausen.

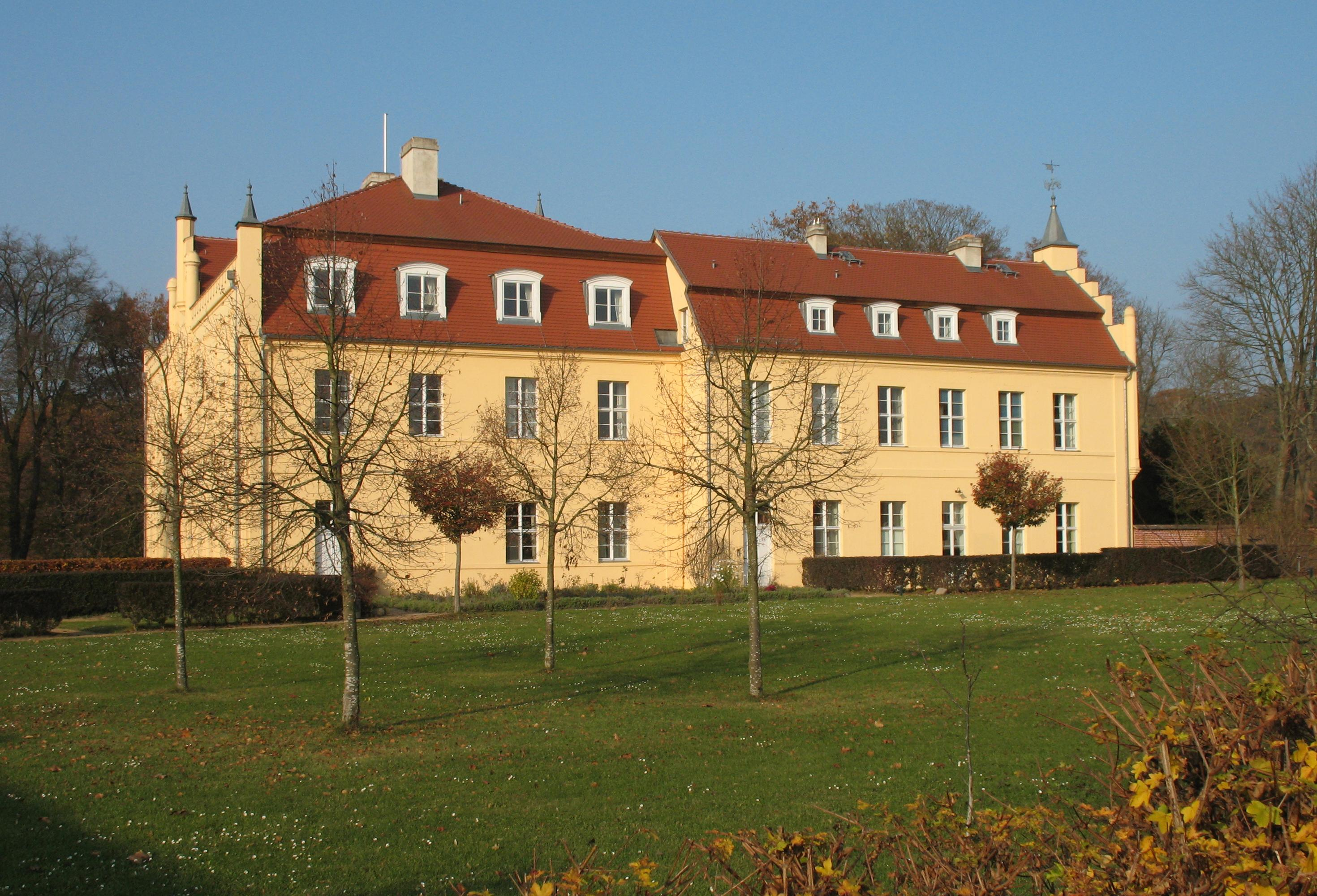
Pałac